# Pseudomerulius
Pseudomerulius — рід грибів родини Tapinellaceae. Назва вперше опублікована 1979 року.

## Класифікація

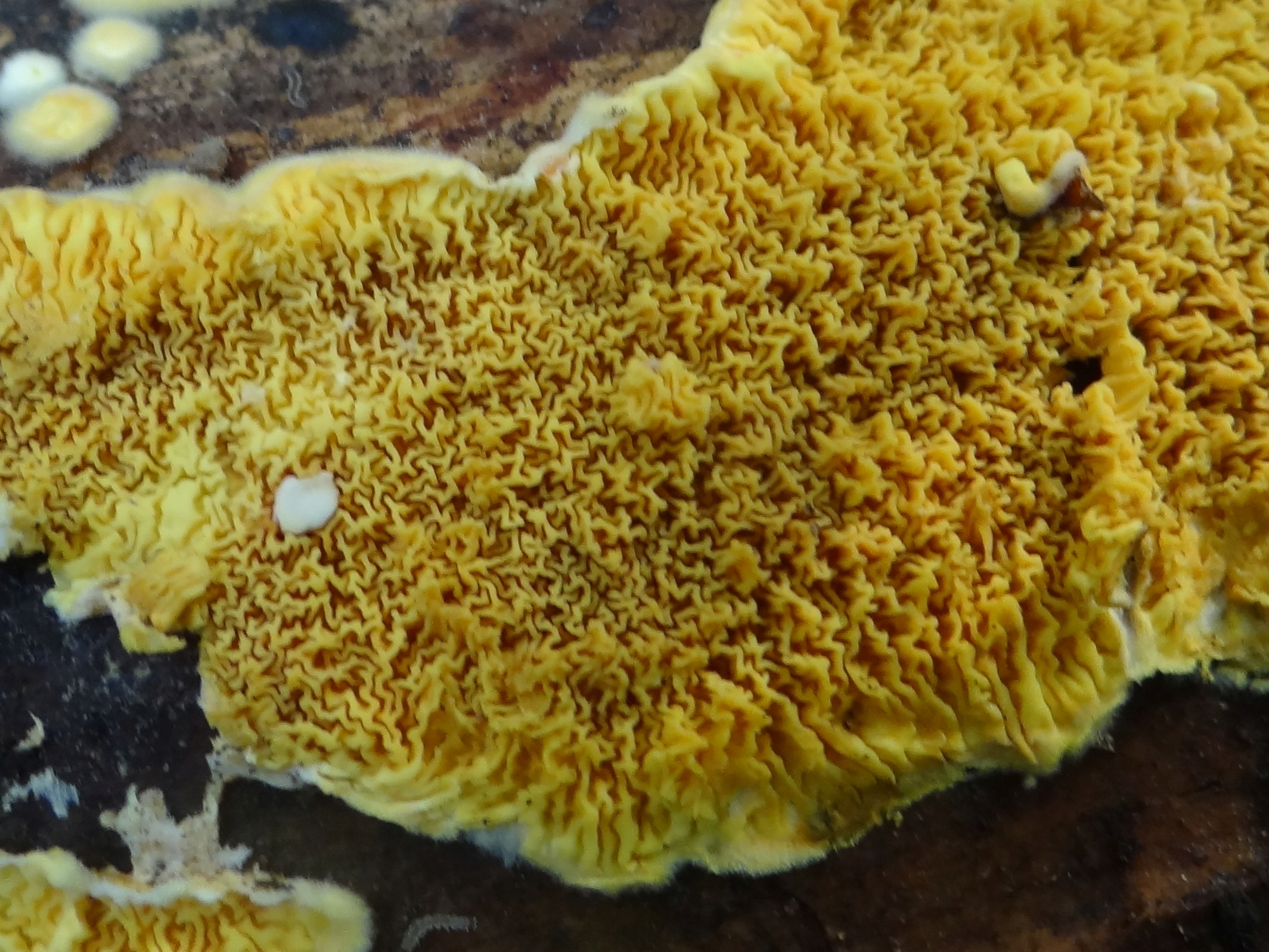
Pseudomerulius aureus

Згідно з базою MycoBank до роду Pseudomerulius відносять 4 офіційно визнані види:
- Pseudomerulius aureus
- Pseudomerulius curtisii
- Pseudomerulius elliottii
- Pseudomerulius montanus